# Benjamin Rush
Benjamin Rush (Byberry, Condado de Filadelfia, 4 de enero de 1746-Filadelfia, 19 de abril de 1813), fue un médico de Estados Unidos, el primer profesor de química que hubo en su país. 
Su aporte abarcó desde las ciencias que practicaba, hasta su gran activismo por la independencia de su país, lo cual se ve reflejado en que es uno de los firmantes del acta de independencia. Médico, escritor, educador, humanitario, así como también fundador del Dickinson College en Carlisle, Pensilvania.

## Biografía
Sus ancestros emigraron de Inglaterra a Pensilvania cerca del año 1683. El padre del joven Benjamín murió cuando este tenía 6 años. El cuidado de su educación recayó por lo tanto en su madre, que comprendía bien la importancia del conocimiento, y prontamente tomó medidas para dar a su hijo una educación liberal. El joven benjamín fue enviado a la academia de Nottingham, en Maryland, casi 60 millas sureste de Filadelfia. Esta academia había sido conducida durante muchos años con gran reputación por su tío el reverendo Dr. Finley, quien más tarde llegó a ser el presidente de Princeton College, en New Jersey.
Bajo el cuidado de su tío, Benjamín Rush pasó 5 años adquiriendo conocimientos de latín y griego. Después de finalizar sus estudios preparatorios en Nottingham, entró como estudiante al Princeton College en ese entonces bajo en supervisión del Presidente Davies. Tal había sido su progreso en sus estudios clásicos en Nottingham, que obtuvo el grado de bachiller de artes en 1760, y antes de tener 15 años. Al dejar el College comenzó con sus estudios de medicina, bajo la dirección del eminente Dr. Redman, de Filadelfia. También fue uno de los 10 discípulos del Dr. Shippen, que asistió al primer curso de anatomía dado en los Estados Unidos.
En 1766 ante el pedido de Redman, Rush dejó Norteamérica para estudiar en la Universidad de Edimburgo, por ese entonces una de las escuelas médicas más renombradas de Europa. Estando allí, se convirtió en discípulo y amigo del altamente respetable William Cullen, quien influenció profundamente la aproximación teórica de Rush a la medicina. Su tesis “sobre la digestión de comida en el estómago”, reflejó su entrenamiento en química y estuvo basada en la auto experimentación. Después de recibir su grado médico en 1768, Rush pasó varios meses entrenando en el Hospital Santo Tomas de Londres, donde tuvo la oportunidad de asistir a disecciones hechas por William Hunter y conocer a Benjamín Franklin que en esa época estaba en Londres. Franklin persuadió a Rush a viajar a Francia a principios de 1769, traslado que financió parcialmente y que dio la oportunidad a Rush de conocer a médicos franceses, científicos y literatos.
En su regreso a Filadelfia en el verano de 1769, Rush inmediatamente comenzó con su práctica, habiendo estudiado medicina durante 9 años. A causa de que tenía pocos contactos entre la gente acomodada, trató mayormente a la gente pobre.

## Ciencias
El 1 de agosto de 1769, fue designado como profesor de química en el departamento médico de la actual Universidad de Pensilvania, siendo el primer docente de química de los Estados Unidos. El año siguiente, Rush publicó “A Syllabus of a course of lectures in chemistry”, el primer libro en Estados Unidos sobre química.

## Revolución
Ayudó a fundar la primera sociedad antiesclavitud en los Estados Unidos, llegando a ser más tarde su presidente. En el verano de 1775 mientras visitaba al Presidente Whitherspoon y Richard Stockton en Princeton, conoció a la hija de Stockton de 16 años, Julia. En enero del siguiente año, pocos días después de cumplir 30 años, él y Julia fueron casados por el reverendo Presidente Whitherspoon. Pocos meses después, como había sido elegido delegado al Congreso Continental por Pensilvania, se unió a su suegro y al Dr. Whitherspoon, ambos delegados por New Jersey, en la firma de la declaración de independencia.
De regreso en Filadelfia, Rush reasumió su práctica, su enseñanza y sus labores humanitarias. En la escuela médica del College of Filadelfia, añadió cursos de teoría y práctica de medicina a sus discursos de química, y llegó a ser el más admirado profesor de medicina en Filadelfia, por ese entonces el centro médico de América. 
Mientras era cirujano general del Departamento del ejército durante la revolución se quejó por las condiciones en que halló los hospitales del ejército, buscando solución con el director general Dr. Shippen (quien había sido su maestro). Como éste no dio solución a su planteamiento, envió una protesta al General Washington, acusando al Dr. Shippen de mala administración. Washington refirió la protesta al congreso, que falló en favor de Shippen, renunciando Rush a su comisión. A raíz de esto Rush perdió confianza en las habilidades de Washington. Rush hizo campaña para la eliminación del general Washington a principios de la guerra de independencia, como parte del secreto Conway Cabal.
Aunque más tarde, después de los hechos, Rush expreso su pesar por sus acciones en contra de Washington. En una carta a John Adams en 1812, Rush escribió 

“Él (Washington) es el instrumento más favorecido, cuyo patriotismo y buen nombre han contribuido en gran manera a la independencia de los Estados Unidos.

## Posrevolución
En 1783 fue contratado como parte del personal del Hospital de Pensilvania, del cual formó parte hasta su muerte.
Fue elegido para la convención de Pensilvania, la cual adoptó la constitución federal y fue designado tesorero de la casa de moneda, sirviendo desde 1797-1813.
Llegó a ser profesor de medicina teórica y práctica clínica en la Universidad de Pensilvania en1791, aunque la calidad de su medicina era muy primitiva aun para su época. Fue un activista social, un abolicionista, y el médico más reconocido en EE. UU. hasta su muerte.

## Abolicionismo
En 1766 cuando Rush estaba en Edimburgo por sus estudios, lo indignó la vista de 100 barcos de esclavos en el puerto de Liverpool. Como prominente presbiteriano y profesor de química en Filadelfia, su voz no podía ser ignorada. Rush no solo atacó la trata de esclavos, sino que toda la institución de la esclavitud.
Sin embargo, y a pesar de su condena pública a la esclavitud, el Dr. Rush compró un esclavo llamado William Gruber en 1776. Para consternación de muchos, Gruber aún era propiedad del Dr. Rush cuando éste se unió a la Sociedad de Abolición en Pensilvania.
Además poseía fuertes prejuicios sobre la configuración de los negros, suponiendo que eran descendientes de leprosos.

## Medicina
A través de su práctica médica, discursos y variados escritos, Rush ganó reputación como uno de los médicos líderes y teóricos de la nueva nación. Fue pionero en psiquiatría, y fisiología. Para mejor o para peor, Rush asentó su reputación por el papel que jugó en la terrible epidemia de fiebre amarilla que asoló Filadelfia en 1793. Aunque las técnicas de Rush a veces parecían funcionar, Rush no conseguía reunir datos sólidos que justificaran sus prácticas (especialmente la del sangramiento, que fue catalogada de peligrosa por sus críticos), y sus críticos tenían las estadísticas de mortalidad para probar sus objeciones. Aun así, continuó leyendo y escribiendo acerca de su sistema el resto de su vida. La prominencia política y profesional de Rush presto atención a sus reformas sociales).
En la primavera de 1813, Rush cayó enfermo con fiebre y murió cinco días después en su casa en Filadelfia.

## Familia
El tatarabuelo de Benjamín Rush, John Rush, llegó con su esposa, Susannah (Lucas) Rush desde Inglaterra en 1683. Susannah Lucas era prima hermana de William Penn, quien estableció Pensilvania. Antes de la guerra Revolucionaria, Rush estaba comprometido con Sarah Eve. Su boda estaba fijada para mediados de diciembre de 1774. Desafortunadamente, Sarah enfermó y murió el 4 de diciembre de 1774, 2 semanas antes de la fecha fijada. El 11 de enero de 1776, Rush se casó con Julia Stockton (1759-1848), hija de Richard Stockton, otro firmante de la declaración de Independencia. Tuvieron 13 hijos.

## Algunas publicaciones
- Letters of Benjamin Rush, vol. 1: 1761-1792 (1951), editor L.H. Butterfield, Princeton University Press
- Essays: Literary, Moral, and Philosophical (1798) Filadelfia: Thomas & Samuel F. Bradford, 1989 reimpreso por Syracuse University Press, ISBN 0-912756-22-5, includes "A Plan of a Peace-Office for the United States"
- The Autobiography of Benjamin Rush: His "Travels Through Life" Together with his Commonplace Book for 1789-1813, 1970 reprint: Greenwood Press, ISBN 0-8371-3037-9
- Medical Inquiries And Observations Upon The Diseases Of The Mind, 2006 reprint: Kessinger Publishing, ISBN 1-4286-2669-7
- The Spur of Fame: Dialogues of John Adams and Benjamin Rush, 1805-1813 (2001), Liberty Fund, ISBN 0-86597-287-7
- Benjamin Rush, M.D: A Bibliographic Guide (1996), Greenwood Press, ISBN 0-313-29823-8
- An Address to the Inhabitants of the British Settlements in America, Upon Slave-keeping. Filadelfia: Printed by J. Dunlap, 1773

## Otras lecturas
- Brodsky, Alyn. Benjamin Rush: Patriot and Physician. New York: Truman Talley Books/St. Martin's Press, 2004
- David Freeman Hawke, Benjamin Rush: Revolutionary Gadfly. Indianapolis: Bobbs-Merrill, 1971
- Rush, Benjamin (1947). The selected writings of Benjamin Rush. New York: Philosophical Library. p. 448. ISBN 978-0806529554.